# Мястко
Мястко (пол. Miastko, каш. Miastkò, нім. Rummelsburg) — місто в північній Польщі, на річці Студниця.
Належить до Битівського повіту Поморського воєводства.

## Історія
На терени колишнього Мястецького повіту були депортовані 2520 українців з українських етнічних територій у 1947 році (т. з. акція «Вісла»).

## Демографія
Демографічна структура станом на 31 березня 2011 року:
|          | Загалом | Допрацездатний вік | Працездатний вік | Постпрацездатний вік |
| -------- | ------- | ------------------ | ---------------- | -------------------- |
| Чоловіки | 5448    | 1017               | 3884             | 547                  |
| Жінки    | 5679    | 924                | 3404             | 1351                 |
| Разом    | 11127   | 1941               | 7288             | 1898                 |